# Avidesa

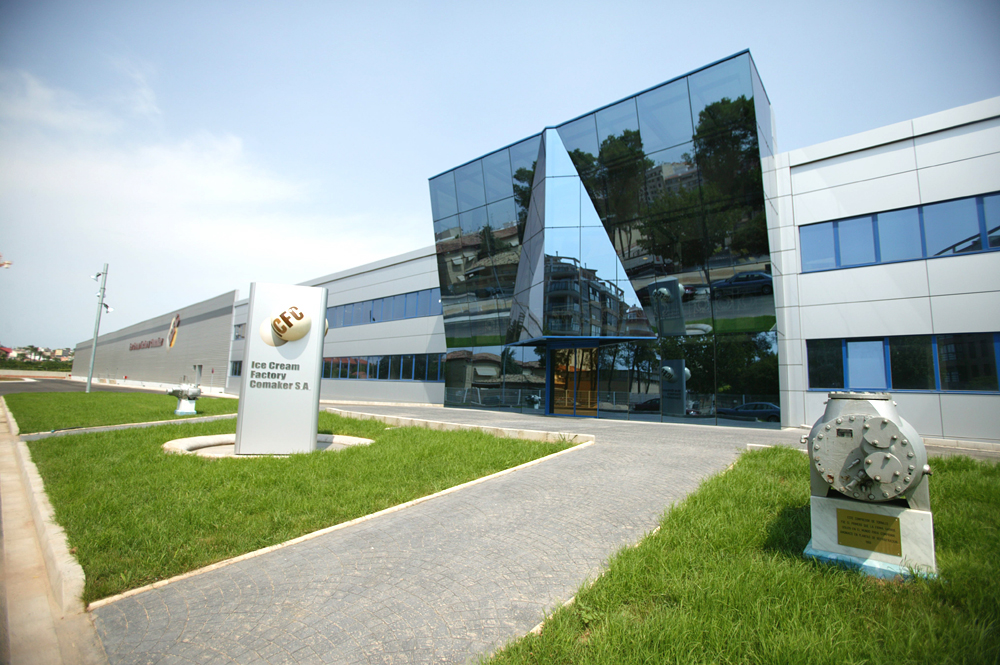
Actuales instalaciones de Ice Cream Factory Comaker, antigua Avidesa, en Alcira, Valencia.

Avidesa fue una empresa española, y el nombre de su marca de helados, con sede en Alcira, en la provincia de Valencia. Su sucesora es la actual Ice Cream Factory Comaker, principal fabricante de helados por volumen de España.
La sociedad mercantil Avidesa, Avícolas y Derivados fue fundada en 1956 por el empresario valenciano Luis Suñer, propietario de una pujante industria de cartonajes (Cartonajes Suñer). Fue líder nacional de su sector durante décadas, famosa por sus patrocinios deportivos y populares anuncios televisivos. Algunos de sus helados fueron legendarios, como el apolo de vainilla, y el sándwich de nata, que aún hoy se comercializa bajo la marca Nestlé.
Tras pasar la propiedad de la compañía de la familia Suñer al grupo Conelsa-BBVA y posteriormente a Nestlé, la continuidad de esta industria ha venido dada por la nueva sociedad Ice Cream Factory Comaker, dirigida por el último director general de Avidesa, Guillermo Lamsfus. Ice Cream Factory Comaker es la primera industria nacional en producción de helados. La planta de Alcira está considerada una de las más importantes de Europa, por su tecnología y dimensiones, y emplea a trescientas personas. La compañía fabrica en la actualidad en España, Francia e Italia para diecinueve países de los cinco continentes.

## Historia

### Años 1960 y 1970

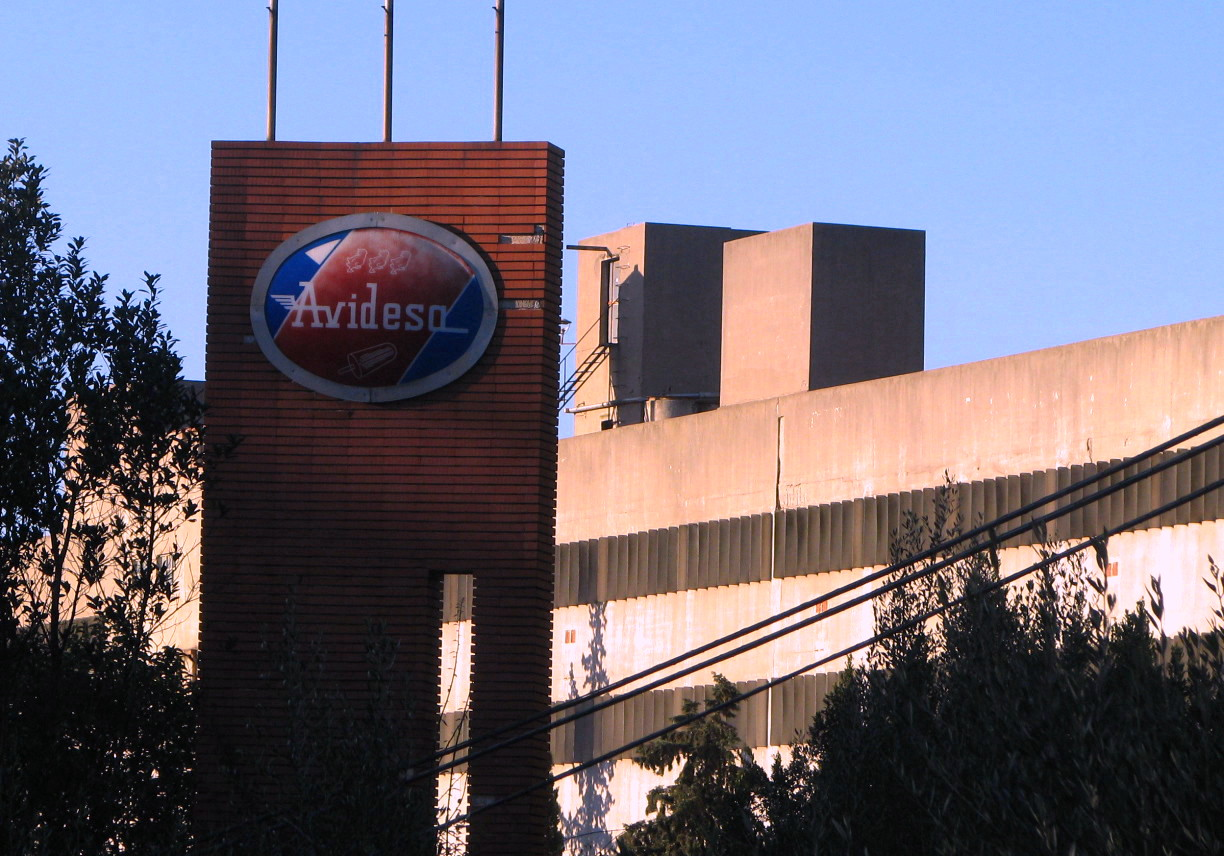
Emblema de Avidesa en una de las antiguas factorías de Luis Suñer, en Alcira.

Además de Cartonajes Suñer, el empresario emprendió el proyecto de la cría y venta de carne de pollo para el sector alimentario con destino a todo el país. El 26 de junio de 1961, con la asistencia del Ministro de Agricultura Cirilo Cánovas, Luis Suñer inauguró la nueva Factoría Uno de Avidesa, en la colina de El Respirall de Alcira. Recibió también la visita del príncipe Juan Carlos de Borbón, futuro rey de España. Esta empresa estuvo dedicada en sus inicios a la producción y explotación avícola en los años 1960. Se nombró director general de esta factoría al único hijo varón del empresario, Luis Suñer Picó, que por entonces acababa de cumplir veinte años, y que murió poco después, en 1964. La división de helados, postres y dulces, fue creada en agosto de 1964. En enero de ese mismo año había fallecido repentinamente Luis Suñer Picó, por lo que no llegó a conocerla. Tenía veintiún años. El éxito de la nueva división fue espectacular, por lo que Suñer reorientó la empresa hacia esta actividad, abandonando paulatinamente el negocio heladero en los años 1980. El impulso de Avidesa, junto a la consolidada industria de cartonajes convirtió al grupo de Luis Suñer en un imperio industrial. Sus éxitos empresariales le habían hecho acreedor de la Medalla de Oro al Trabajo en 1959 y la Encomienda al Mérito Agrícola en 1964. En 1978, Luis Suñer fue el contribuyente que mayores ingresos declaró a la Hacienda española. Sus empresas daban trabajo a más de dos mil personas.

### Años 1980 y 1990
Los primeros años de la década de los años 1980 fueron trascendentales para la compañía, cuyo futuro se vio seriamente amenazado. En 1981 Luis Suñer fue secuestrado, mientras trabajaba en su despacho de Avidesa, por la banda terrorista ETA. Tenía 71 años. Su hija, María del Carmen Suñer Picó, dirigió la compañía durante los tres meses que duró el secuestro. Tras su liberación, se incorporó a su trabajo, pero muy debilitado en su salud. Poco después, en octubre de 1982, la pantanada de Tous afectó gravemente a sus industrias. Las instalaciones de Avidesa quedaron completamente inundadas por la riada. Ese mismo año Avidesa había sido la marca de helado oficial del Mundial de Fútbol de 1982, celebrado en España.
Alberto Campos Suñer, nieto de Luis Suñer, asumió la dirección del grupo en 1989. Ante las dificultades de financiación, sacó a bolsa el 30% de Avidesa. Luis Suñer fallecía en agosto de 1990. María del Carmen Suñer Picó asumió la presidencia del consejo de administración, y Alberto Campos Suñer continuó como director general de la compañía. En 1991, el Banco Bilbao Vizcaya (BBV), actual Banco Bilbao Vizcaya Argentaria (BBVA), a través de su filial alimentaria Conelsa, lanzó una opa sobre el 75% del capital de la empresa. El director de Conelsa, Guillermo Lamsfus, fue nombrado director general. Conelsa culminó en 1993 su control sobre la totalidad de las acciones, y excluyó a Avidesa de la bolsa. Avidesa fue patrocinadora del BM Alzira Avidesa, campeón de la Copa del Rey de balonmano en la temporada 1991-1992 y de la Copa EHF en la temporada 1993-1994. En 1993, el BBVA vendió la compañía a Nestlé. La multinacional suiza confirmó a Guillermo Lamsfus como director general de Avidesa. La marca desapareció y los helados comenzaron a fabricarse bajo la marca Camy.

### Ice Cream Factory Comaker
En 2003, Guillermo Lamsfus adquirió las instalaciones de Avidesa a Nestlé, creando una nueva sociedad, denominada Ice Cream Factory Comaker, dedicada a la fabricación de helado de marca blanca para grandes distribuidores de alimentación, como Carrefour, Eroski, Alcampo o Caprabo. Según el acuerdo de venta, Nestlé  pasaba a ser el principal cliente de la nueva sociedad, con un compromiso de seis años. La nueva compañía absorbió las instalaciones industriales y a trescientos veinticinco empleados. Las inversiones para modernizar la factoría tuvieron un coste de 19 millones de euros, sobre los 24 millones de euros pagados a Nestlé por su adquisición. La planta, ubicada en Alcira, está considerada una de las más importantes de Europa, por su tecnología y dimensiones.
En septiembre de 2010 ha sido adquirida en un 83% por el fondo de capital riesgo Ibersuizas, dando continuidad al proyecto y a su equipo directivo.

### Denominaciones sociales
A lo largo de su historia, Avidesa tuvo varias denominaciones sociales: Avícolas y Derivados, Avidesa-Luis Suñer, S.A., Compañía Avidesa, S.A.